# ۱۸۱۶
۱۸۱۶ (میلادی) هزار و هشتصد و شانزدهمین سال تقویم میلادی است. در سال ۱۸۱۵ کوه تامبورا در اندونزی دچار فوران بزرگی شد که با خارج کردن مقادیر زیادی هواپخش موجبات یک زمستان جهانی را فراهم آورد و سال ۱۸۱۶ به دلیل سرمای شدیدش سال بی تابستان نام گرفت.

## رویدادها
- بنیان‌گذاری شهر ساگینو در ایالت میشیگان، آمریکا.

## زادگان
- ۲۱ آوریل - شارلوت برونته، نویسنده انگلیسی
- ۱۱ سپتامبر - کارل زایس، صنعتگر آلمانی
- ۳ ژانویه – ساموئل سی. پومروی، سیاست‌مدار آمریکایی (د. ۱۸۹۱)

## درگذشتگان
- ۸ نوامبر – گاورنر موریس، سیاست‌مدار و دیپلمات آمریکایی (ز. ۱۷۵۲)